# Orquesta Filarmónica Nacional de Hungría
La Orquesta  Nacional de Hungría (en húngaro: Nemzeti Filharmonikus Zenekar; anteriormente Orquesta Sinfónica del Estado de Hungría) es la orquesta sinfónica más prestigiosa de Hungría. Con sede en la capital, Budapest, ha sido uno de los pilares de la vida musical del país desde su fundación en el año 1923 como Orquesta Metropolitana.

## Directores
- Zoltan Rozsnyai
- Dezső Bor
- László Somogyi (1945-1952)
- János Ferencsik (1952-1984)
- Ken-Ichiro Kobayashi (1987-1997)
- Zoltán Kocsis (1997-2016)